# ویکی‌پدیای گرجی
ویکی‌پدیای گرجی (به گرجی: ქართული ვიკიპედია "کارْتولی ویکیپِدیا) یکی از نسخه‌های ویکی‌پدیا، از پروژه‌های بنیاد ویکی‌مدیا و یکی از دانشنامه‌های گرجی‌زبان در اینترنت است. این دانشنامهٔ گرجی‌زبان از نوامبر ۲۰۰۳ فعالیت خود را آغاز کرد.
در انتهای سال ۲۰۱۰ بیش از ۴۴هزار مقاله و در مارس ۲۰۱۵ بیش از ۹۰هزار مقاله دارا بوده‌است.
ویکی‌پدیای گرجی ۴ مدیر و ۶۵هزار کاربر دارد.